# Сацюк Олександр Миколайович
Олекса́ндр Микола́йович Сацю́к (1994—2014) — рядовий роти патрульної служби міліції особливого призначення «Світязь» МВС України, учасник російсько-української війни.

## Життєпис
Народився 1994 року в селі Куснища (Любомльський район, Волинська область). 2012-го закінчив Любомльське профтехучилище, маляр-штукатур.
У часі війни — міліціонер, рота «Світязь».
Брав участь у боях за Іловайськ. Загинув 29 серпня у «зеленому коридорі» поміж селами Новокатеринівка та Горбатенко. 2 вересня 2014-го тіла 88 полеглих привезені до запорізького моргу. Як невпізнаний герой тимчасово похований на цвинтарі Запоріжжя. Упізнаний за тестами ДНК.
Вдома лишилися дружина, доньки — Марта 2013 р.н та Юлія 2010 р.н.
27 грудня 2014 року похований у селі Куснища (за певними даними — в Любомлі).

## Нагороди і вшанування
За особисту мужність і героїзм, виявлені у захисті державного суверенітету та територіальної цілісності України, вірність військовій присязі під час російсько-української війни
- нагороджений орденом «За мужність» III ступеня (9.4.2015, посмертно).
- Його портрет розміщений на меморіалі «Стіна пам'яті полеглих за Україну» в Києві: секція 4, ряд 2, місце 10
- Вшановується 29 серпня на щоденному ранковому церемоніалі вшанування українських захисників, які загинули цього дня в різні роки внаслідок російської збройної агресії[2]
- Іловайський Хрест (посмертно)
- Почесний громадянин Волині (посмертно; рішення Волинської обласної ради від 10.12.2020 № 2/21)
- 2016 року в Любомльському професійному ліцеї Олександру відкрито меморіальну дошку[3]
- його іменем перейменовано вулицю в Любомлі[4]